# Zollnummer
Eine siebenstellige Zollnummer war ein Identifikator, der zentral von der deutschen Bundeszollverwaltung vergeben wurde.
Eine Zollnummer erhielt, wer an Verfahren mit IT-Unterstützung oder an Genehmigungsverfahren des Bundesamtes für Wirtschaft und Ausfuhrkontrolle (BAFA) oder der Bundesanstalt für Landwirtschaft und Ernährung (BLE) beteiligt war oder regelmäßig Zollanmeldungen abgab. Die Zollnummer war der Nachweis der im IT-Fachverfahren ATLAS papierlos festgesetzten Einfuhrumsatzsteuer gegenüber dem Finanzamt. Sie war bis zu 18. August 2008 bei der Koordinierenden Stelle ATLAS (KoST-Atlas) in Karlsruhe, danach beim Informations- und Wissensmanagement Zoll (IWM) in Dresden zu beantragen. Die Pflicht zur Angabe einer Zollnummer bestand nur für Wirtschaftsbeteiligte.
Die Zollnummer wurde zum 1. November 2009 von der EORI-Nummer (EORI – Economic Operators’ Registration and Identification System) abgelöst. Zoll- und EORI-Nummer wurden für einen Übergangszeitraum parallel zugewiesen.
Die Zollnummer ist nicht zu verwechseln mit der achtstelligen Zolltarifnummer zur Identifizierung von Waren im Außenhandel.